# 東淀川郵便局
東淀川郵便局（ひがしよどがわゆうびんきょく）は、大阪府大阪市東淀川区にある郵便局。民営化前の分類では集配普通郵便局であった。

## 沿革
- 1970年（昭和45年）6月29日 - 淀川北郵便局として、東淀川区下新庄町三丁目に開局[1]。
- 1974年（昭和49年）7月22日 - 東淀川区の分区に伴い、東淀川郵便局に改称。
- 1990年（平成2年）3月23日 - 花の万博の開催に合わせ、大阪市周辺の主な郵便局40局において、風景印を花をかたどった変形印に変更（当局は東淀川区の花であるこぶし）。
- 1999年（平成11年） - 外国通貨の両替および旅行小切手の売買に関する業務取扱を開始。
- 2007年（平成19年）10月1日 - 民営化に伴い、併設された郵便事業東淀川支店に一部業務を移管。
- 2012年（平成24年）10月1日 - 日本郵便株式会社発足に伴い、郵便事業東淀川支店を東淀川郵便局に統合。

## 取扱内容
- 郵便 - 印紙・ゆうパック・内容証明
- 貯金 - 為替・公共料金・振替・国際送金・国民年金・国債・投資信託
- 生命保険 - バイク自賠責保険・自動車保険・変額年金保険・がん保険・引受条件緩和型医療保険
- 地方公共団体事務（ごみ処理券の販売、大阪市敬老優待乗車証交付）
- ゆうちょ銀行ATM
- 「533-00xx」区域（大阪市東淀川区全域）の集配業務。
- ゆうゆう窓口

## 周辺
- 関西大学北陽中学校・高等学校
- 国道479号

## アクセス
- 阪急千里線 下新庄駅から徒歩約10分。
- 阪急京都線 上新庄駅から徒歩約12分。
- 大阪シティバス 東淀川郵便局前停留所下車。
- 近畿自動車道 摂津南ICから南西へ約4.5km。
- 阪神高速守口線 城北出口から北へ、菅原城北大橋を経由して約3.5km。
- 駐車場あり：8台